# Emil Iversen
Emil Iversen, född den 12 augusti 1991 i Meråker, är en norsk längdskidåkare. 
Han tog sin första seger i Världscupen den 5 januari 2016, då han vann klassisk sprint i Oberstdorf. Detta följde han upp med att vinna sprinten i fri stil i Lahtis den 20 februari. Dessutom vann han 17,5 km masstart i Ski Tour Kanada den 2 mars.